# 岩沼駅

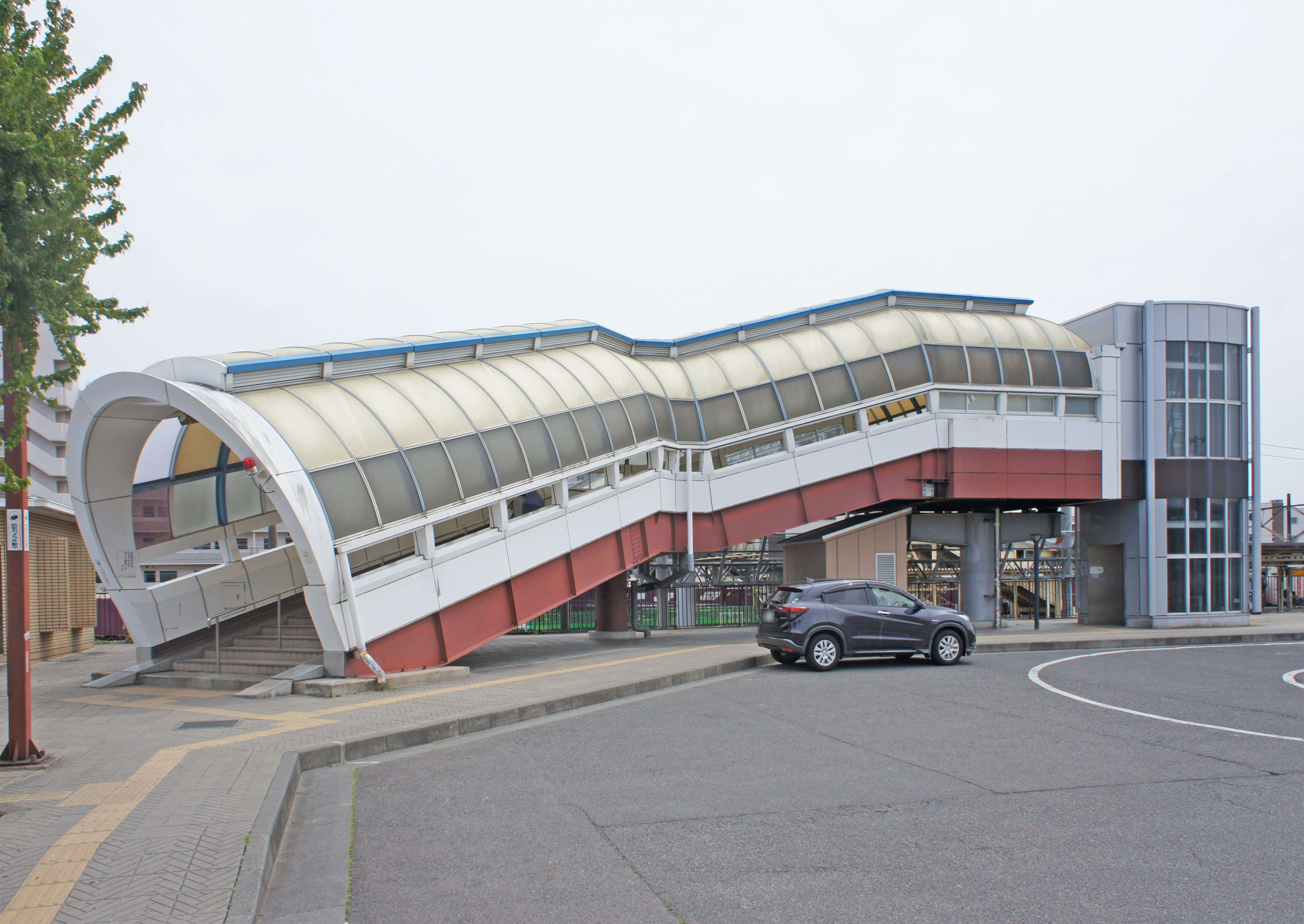
西口（2022年4月）

岩沼駅（いわぬまえき）は、宮城県岩沼市館下1丁目にある、東日本旅客鉄道（JR東日本）・日本貨物鉄道（JR貨物）の駅である。
東北本線と常磐線が乗り入れており、このうち東北本線を所属線としている。当駅を発着する常磐線の列車はすべて東北本線を経由して仙台駅方面に乗り入れている。また、常磐線を走る特急ひたちが1日1往復停車する。

## 歴史
- 1887年（明治20年）12月15日：日本鉄道の駅（一般駅）として開業[4]。当時はのちに東北本線となる路線のみが開業していた。
- 1897年（明治30年）11月10日：日本鉄道磐城線（のちの常磐線）が開業[5]。
- 1906年（明治39年）11月1日：日本鉄道が国有化[3][5]。
- 1909年（明治42年）10月12日：線路名称を制定し、東北本線所属駅となる。
- 1978年（昭和53年）10月2日 ：ダイヤ改正で、特急列車が停車となる。
- 1980年（昭和55年）3月1日：現駅舎が使用を開始。
- 1984年（昭和59年）2月1日：荷物の取り扱いを廃止[3]。
- 1986年（昭和61年）
  - 2月28日：みどりの窓口を設置[新聞 1]。
  - 8月5日：集中豪雨（8.5水害）により駅構内が水没[6]。
- 1987年（昭和62年）4月1日：国鉄分割民営化により、JR東日本・JR貨物の駅となる[3][5]。
- 1988年（昭和63年）3月13日：コンテナ貨物の取り扱いを開始。
- 1999年（平成11年）3月12日：東西自由通路が完成。
- 2003年（平成15年）
  - 7月3日：1階改札口に自動改札機を設置。
  - 10月21日：2階改札口に自動改札機を設置。
  - 10月26日：ICカード「Suica」の利用が可能となる[報道 1]。
- 2009年（平成21年）12月10日：指定席券売機を導入。
- 2011年（平成23年）
  - 9月22日：台風15号による浸水で、当駅構内の信号制御設備で火災。これにより東北本線・常磐線が3日間に渡り終日運休となる。
  - 9月26日：運転再開（朝・晩のみの暫定）。東北本線上りは3番線、下りは4番線発着とし、当駅構内は代用手信号を使用。常磐線は逢隈 - 当駅間で当駅を棒線駅とするスタフ閉塞式を施行し、1番線発着とした。
  - 9月27日：常磐線が台風前の通常ダイヤ、東北本線は当駅折り返しの一部列車を除きほぼ通常ダイヤで運転再開。当駅折り返しの一部列車は運休または南仙台駅折り返しに変更され、また、一部は当駅に到着した後、大河原駅 まで回送して折り返しとなった。東北本線上り方面は通常3番線発着となるが、復旧工事が並行して行われたため、1番線からの発着となった。
  - 11月1日：信号設備復旧工事が終了し、東北本線が通常ダイヤに、ホームの運用も通常通りとなる。
- 2012年（平成24年）12月25日：東口の駅前広場が完成。
- 2013年（平成25年）4月1日：駅舎内にエフエムいわぬまのサテライトスタジオが開設される[新聞 2]。
- 2014年（平成26年）10月1日：大河原駅・船岡駅の業務委託化に伴い、大河原駅 - 槻木駅間が当駅管理となる。
- 2015年（平成27年）3月31日：びゅうプラザの営業を終了。
- 2024年（令和6年）10月1日：えきねっとQチケのサービスを開始[1][報道 2]。

## 駅構造
単式ホーム1面1線、島式ホーム2面4線、合計3面5線のホームを持つ地上駅である。1番線が常磐線上り本線、2番線が常磐線下り本線、3番線が東北本線上り本線、4番線が東北本線下り本線、5番線が東北本線下り1番線（副本線）となっている。5番線は仙台方面だけでなく、福島方面や常磐線への折り返し運転が可能。また、1番線と2番線の間にホームのない中線がある。
線路東側に2階建ての駅舎がある。駅舎内にはNewDaysと、エフエムいわぬまのサテライトスタジオが設置されている。
仙台統括センターの直営駅（駅長・副長配置）で、旅客扱いおよび運転扱いを行う。管理駅でもあり、東北本線の大河原駅 - 槻木駅間と常磐線の宮城県内所在駅である坂元駅 - 逢隈駅間の各駅を管理する。
みどりの窓口、自動券売機、指定席券売機、自動改札機（Suica、えきねっとQチケ対応）、自動精算機が設置されている。
跨線橋と直結している西口（2階）の改札口は駅舎と反対側の岩沼駅西側の利用者の便を図るために跨線橋と自由通路を1番線の真上で連絡する形で設置された。2020年（令和2年）4月1日から無人化されると同時に、Suicaなど交通系ICカードやえきねっとQチケ専用になっている（それまではJR東日本東北総合サービスに委託）。また、西口にもロータリー・バスプール・タクシー乗り場がある。

### のりば
| 番線 | 路線      | 方向 | 行先                     | 備考            |
| ---- | --------- | ---- | ------------------------ | --------------- |
| 1    | ■常磐線   | 上り | 相馬・原ノ町・いわき方面 |                 |
| 2    | ■常磐線   | 下り | 名取・仙台方面           |                 |
| 3    | ■東北本線 | 上り | 白石・福島方面           | 一部列車は1番線 |
| 4・5 | ■東北本線 | 下り | 名取・仙台・小牛田方面   | 5番線は当駅始発 |

- 仙台駅 - 当駅間の区間列車が朝夕中心に運行されている。

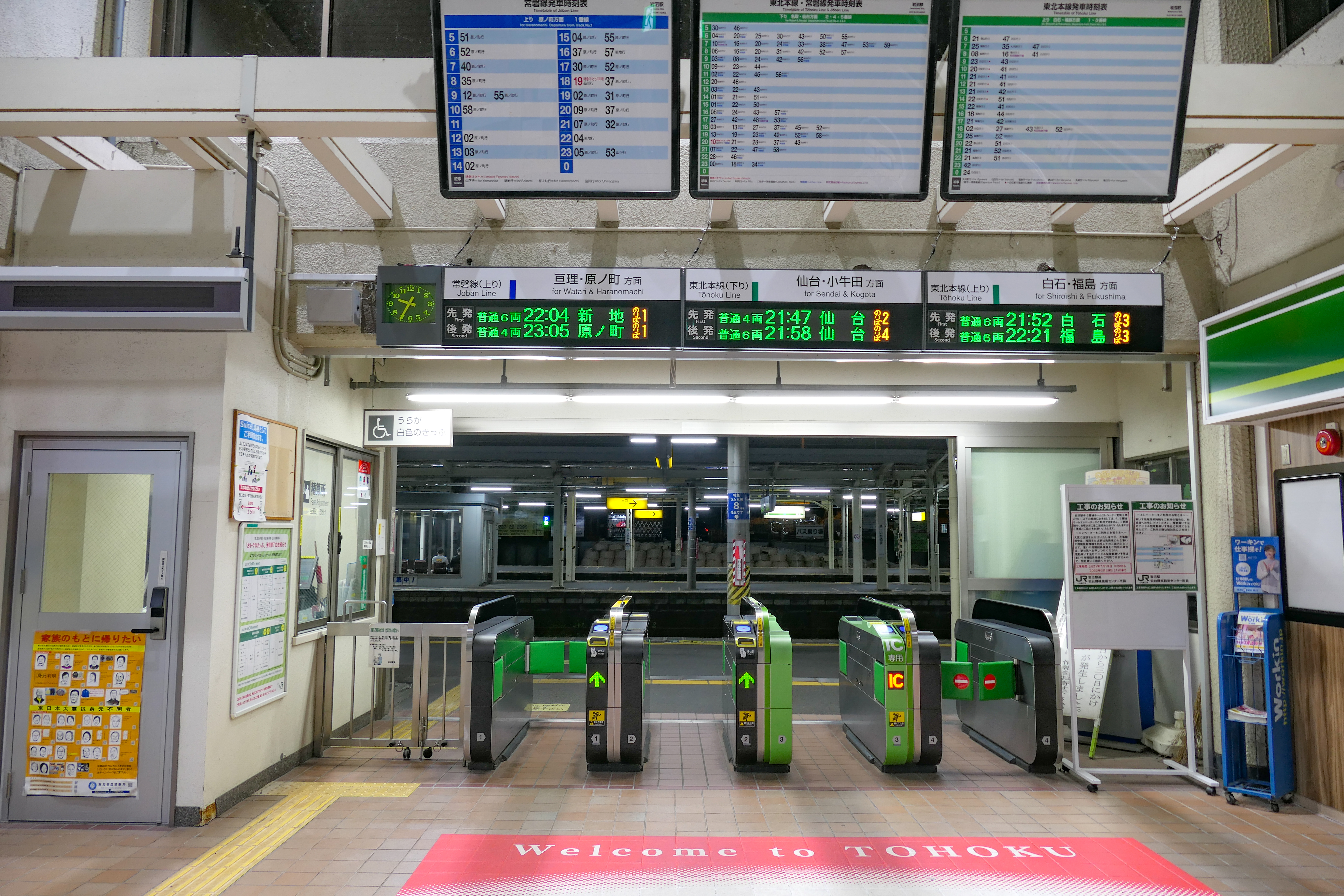
東口改札（2021年9月）
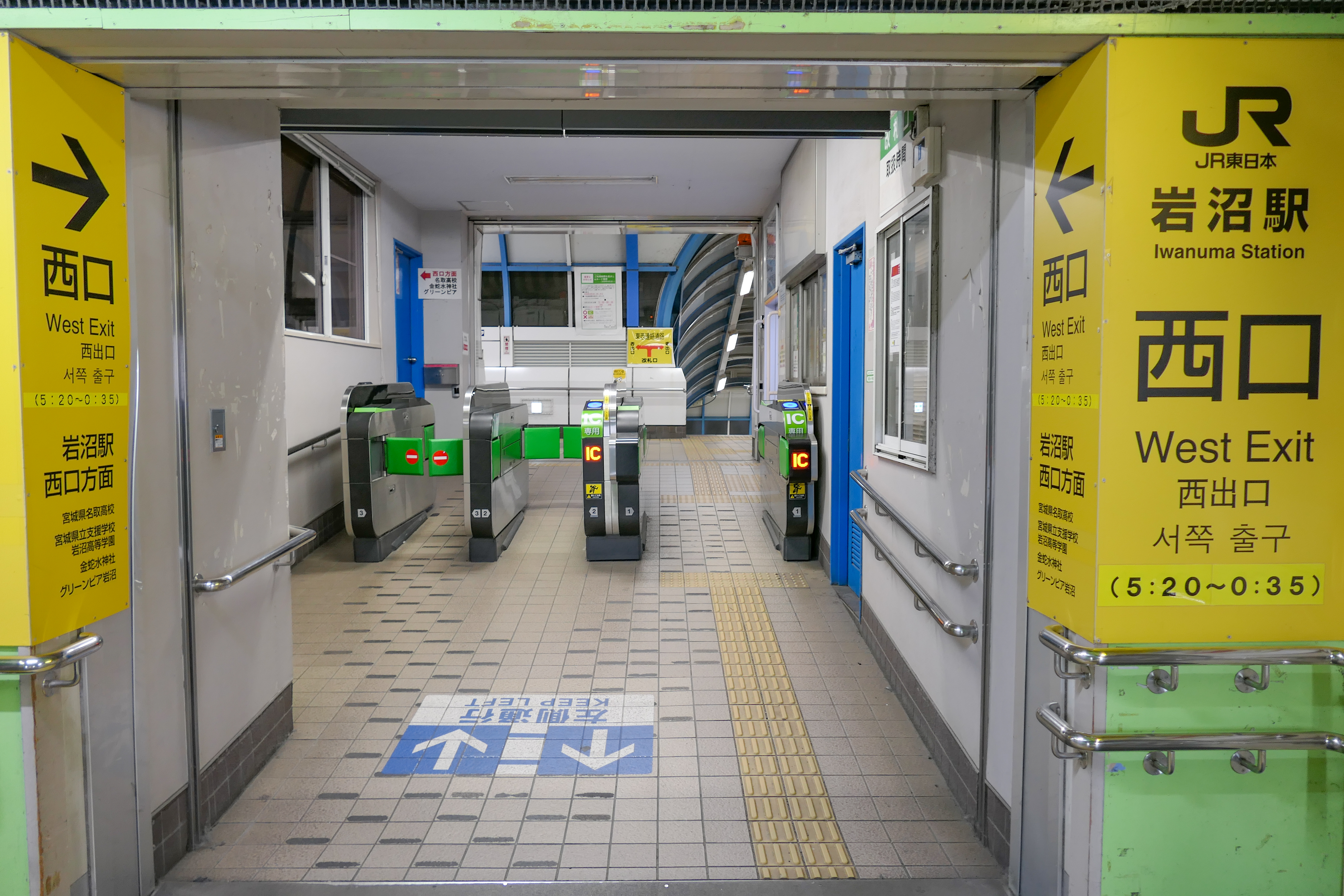
西口改札（2021年9月）
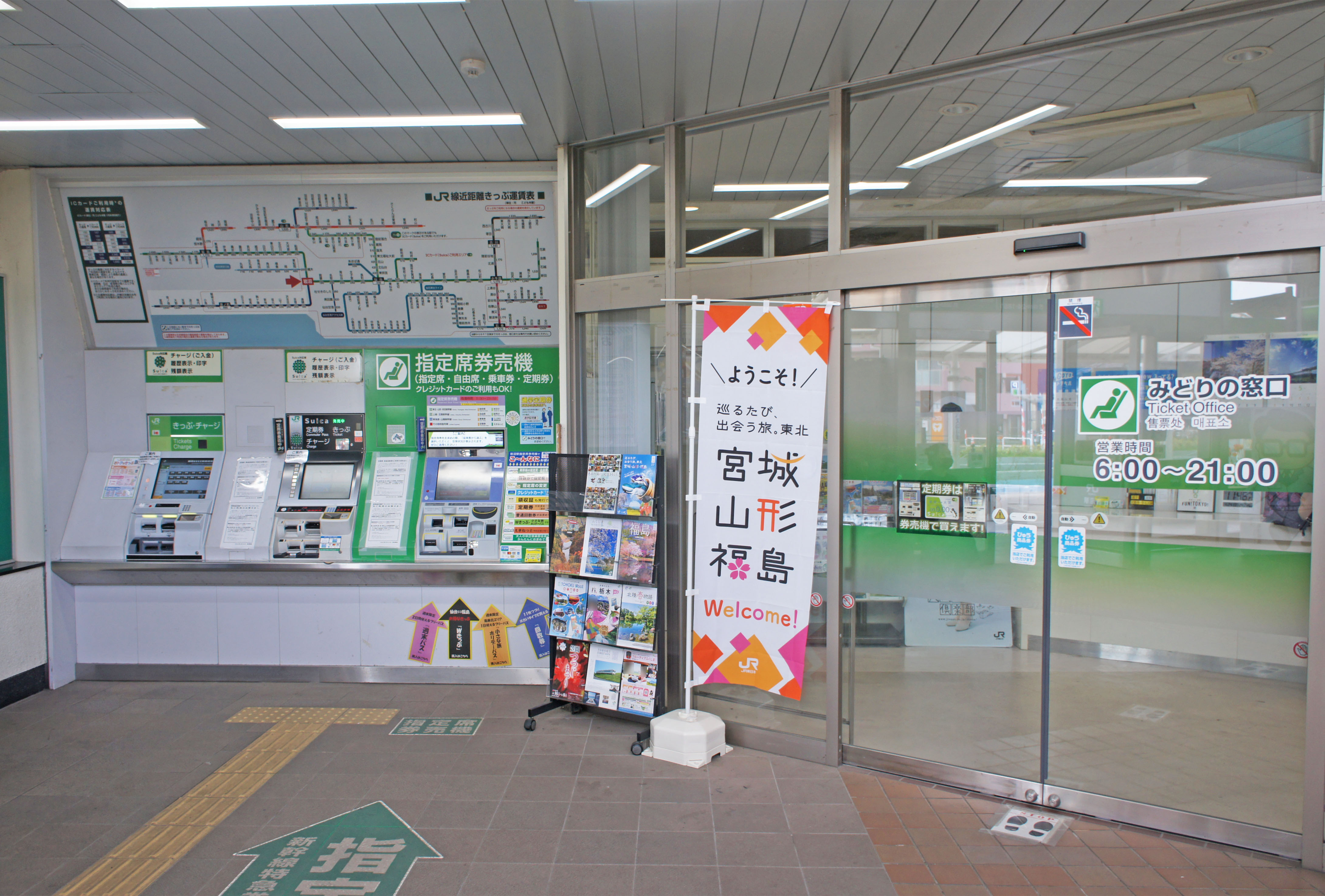
みどりの窓口と自動券売機（2022年4月）
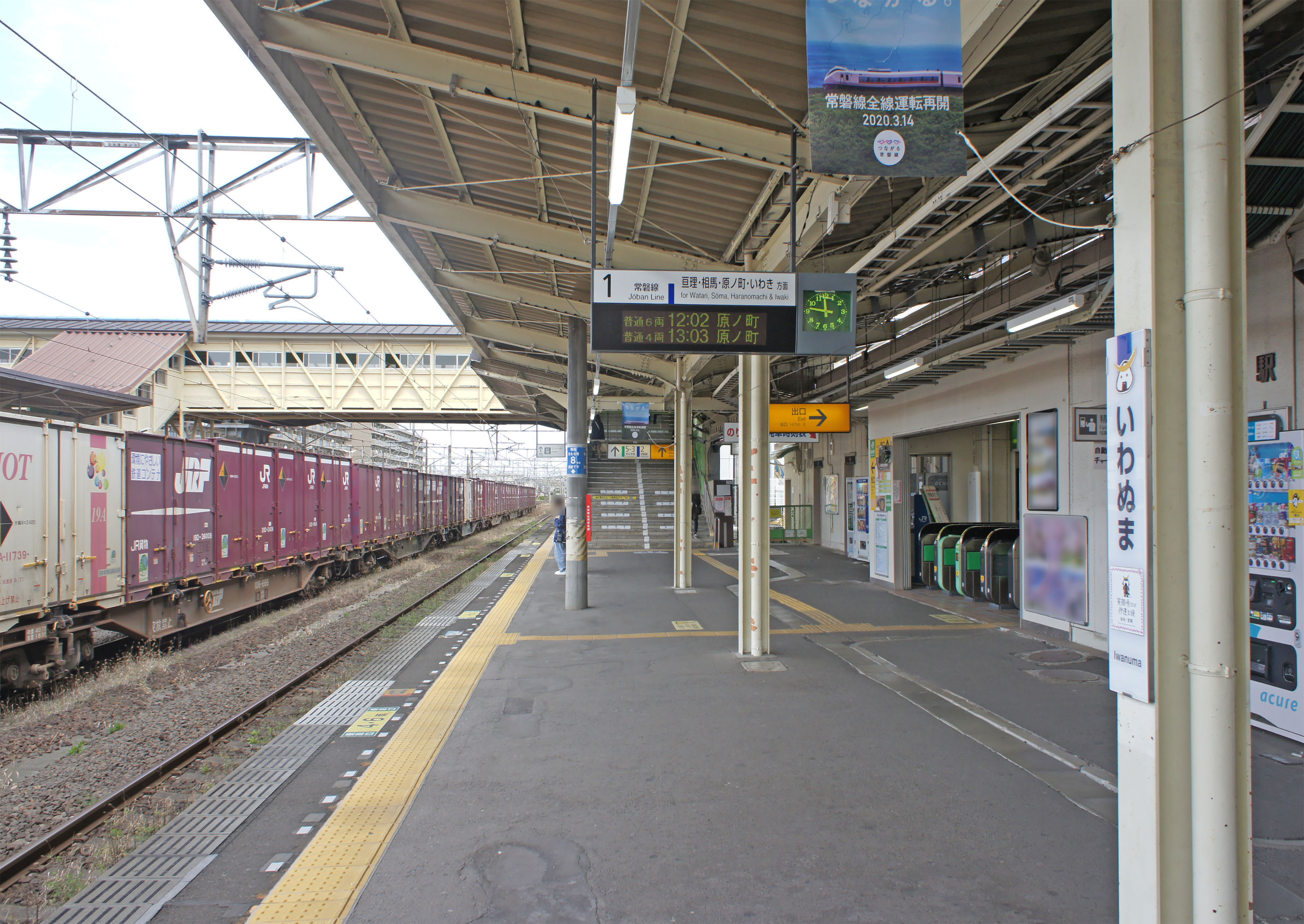
1番線ホーム（2022年4月）
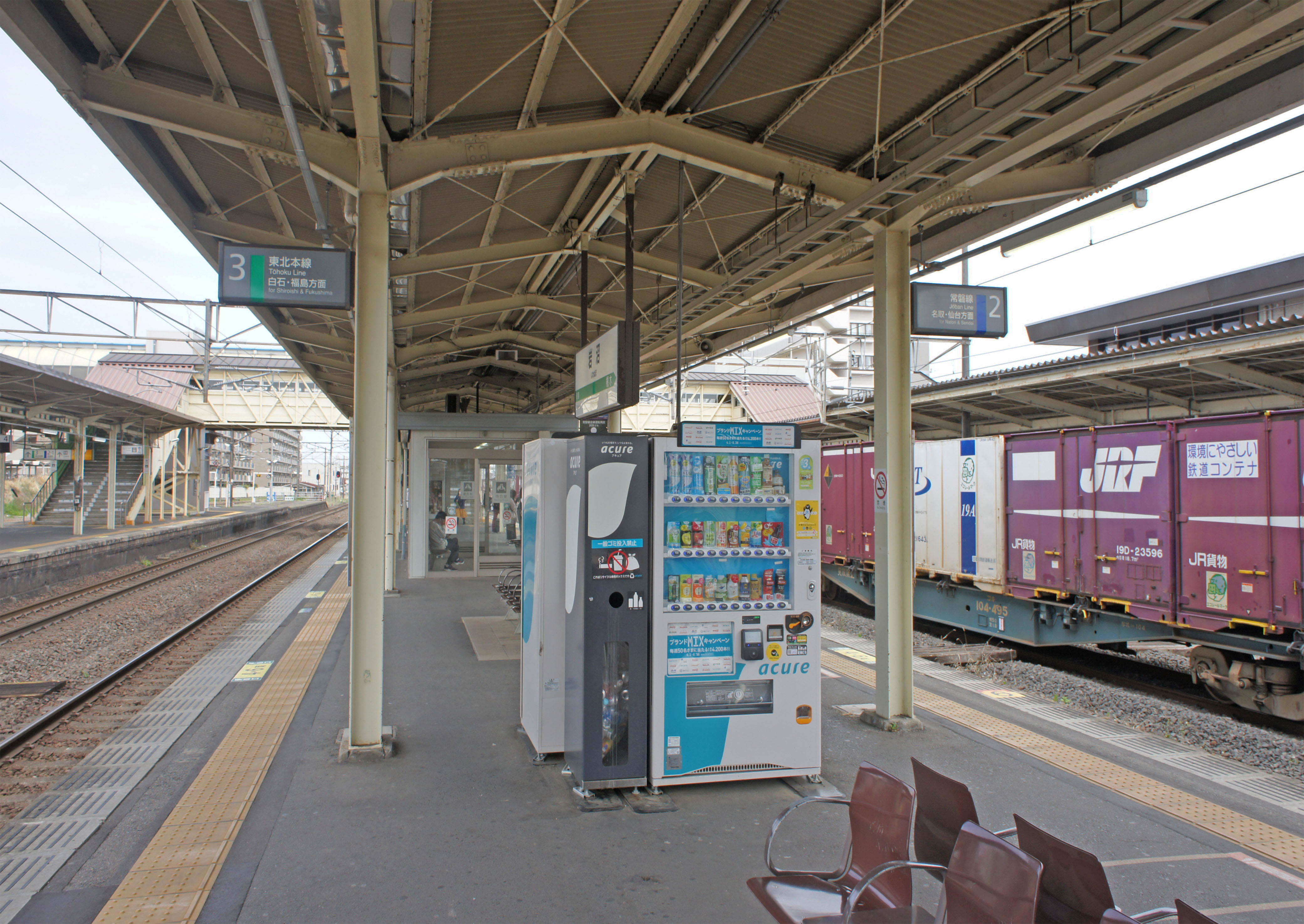
2・3番線ホーム（2022年4月）
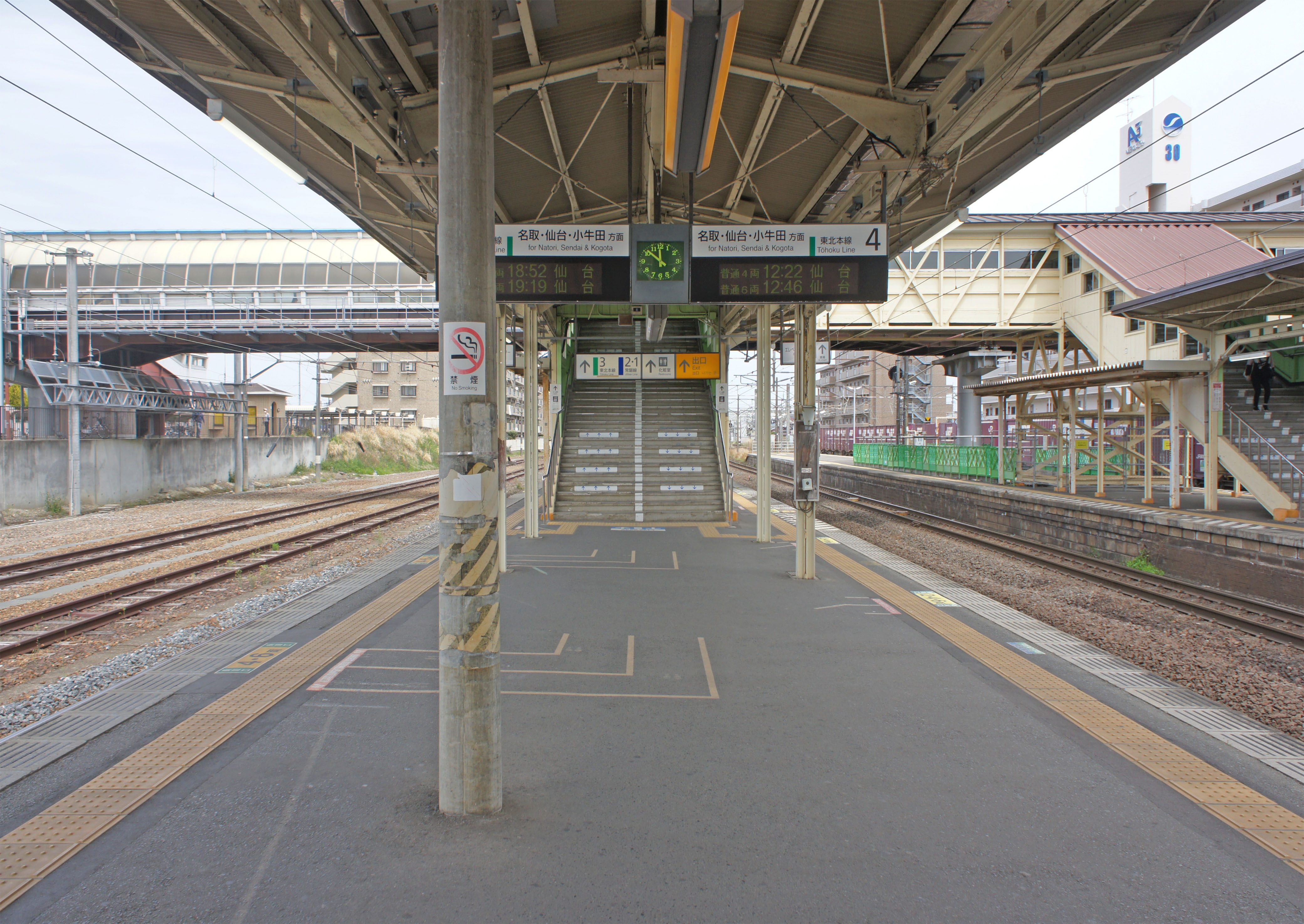
4・5番線ホーム（2022年4月）

## 貨物駅

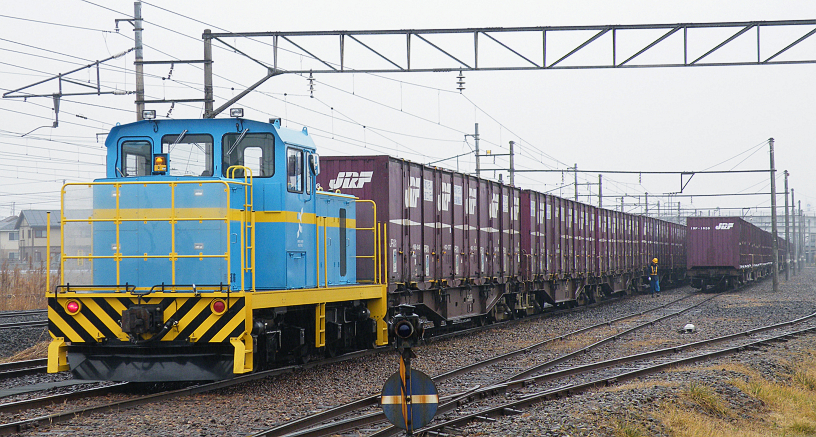
製紙工場に向かう貨車（2009年）

JR貨物の貨物駅は、旅客駅舎の南側にある。1面1線のコンテナホーム（ヤード）があり、ホーム上に荷捌き用の上屋が設置されている。ホームの長はコンテナ車4両分ほどと短い。駅の業務は仙台臨海鉄道が受託している。また、JR貨物の入換動車（スイッチャー）が配置されており、構内の入換作業を行っている。
駅の南東より日本製紙岩沼工場へ至る専用線が分岐している。全長3キロメートルほどのこの専用線は、コンテナによる工場で生産された紙製品の輸送で使用されている。かつては工場で使用される液体塩素がタンク車で到着していたが、2007年度（平成19年度）に廃止された。
駅付近の本線西側から丸昭興業の専用線が分岐し、液体アンモニアの荷役設備が設置されていたが、こちらも2007年度（平成19年度）に廃止された。この専用線では、扇町駅発送の液体アンモニアを取り扱っていた。また日清製粉の小麦粉貯蔵施設へ続く専用線もあったが、1997年（平成9年）6月限りで廃止された。
当駅に停車する貨物列車は、2014年（平成26年）3月時点で高速貨物列車のみである。1日1往復仙台貨物ターミナル駅との間に設定されているほか、仙台貨物ターミナル駅から郡山貨物ターミナル駅へ向かう上り列車も1日1本停車する。2015年（平成27年）には、隅田川行きの高速貨物列車も追加された。

### 取扱う貨物の種類
- コンテナ貨物 - 12フィートコンテナ、日本製紙専用線発着のコンテナを取り扱う。
- 車扱貨物
- 産業廃棄物・特別管理産業廃棄物の取扱い許可を得ている。

## 利用状況

### 旅客
JR東日本によると、2023年度（令和5年度）の1日平均乗車人員は6,519人である。
JR東日本および「岩沼市統計書」によると、1992年度（平成2年度）以降の推移は以下のとおりである。
| 1日平均乗車人員推移 | 1日平均乗車人員推移 | 1日平均乗車人員推移 | 1日平均乗車人員推移 | 1日平均乗車人員推移 | 1日平均乗車人員推移 |
| 年度                | 定期外              | 定期                | 合計                | 出典                | 出典                |
| 年度                | 定期外              | 定期                | 合計                | JR東日本            | 岩沼市              |
| ------------------- | ------------------- | ------------------- | ------------------- | ------------------- | ------------------- |
| 1992年（平成04年）  |                     |                     | 7,742               |                     | [ 岩沼 1 ]          |
| 1993年（平成05年）  |                     |                     | 7,770               |                     | [ 岩沼 1 ]          |
| 1994年（平成06年）  |                     |                     | 7,746               |                     | [ 岩沼 1 ]          |
| 1995年（平成07年）  |                     |                     | 7,747               |                     | [ 岩沼 1 ]          |
| 1996年（平成08年）  |                     |                     | 7,810               |                     | [ 岩沼 1 ]          |
| 1997年（平成09年）  |                     |                     | 7,543               |                     | [ 岩沼 1 ]          |
| 1998年（平成10年）  |                     |                     | 7,433               |                     | [ 岩沼 1 ]          |
| 1999年（平成11年）  |                     |                     | 7,347               |                     | [ 岩沼 1 ]          |
| 2000年（平成12年）  |                     |                     | 7,341               | [ JR 2 ]            | [ 岩沼 1 ]          |
| 2001年（平成13年）  |                     |                     | 7,257               | [ JR 3 ]            | [ 岩沼 1 ]          |
| 2002年（平成14年）  |                     |                     | 7,094               | [ JR 4 ]            | [ 岩沼 1 ]          |
| 2003年（平成15年）  |                     |                     | 7,130               | [ JR 5 ]            | [ 岩沼 1 ]          |
| 2004年（平成16年）  |                     |                     | 7,133               | [ JR 6 ]            | [ 岩沼 1 ]          |
| 2005年（平成17年）  |                     |                     | 7,198               | [ JR 7 ]            | [ 岩沼 1 ]          |
| 2006年（平成18年）  |                     |                     | 7,153               | [ JR 8 ]            | [ 岩沼 1 ]          |
| 2007年（平成19年）  |                     |                     | 7,157               | [ JR 9 ]            | [ 岩沼 1 ]          |
| 2008年（平成20年）  |                     |                     | 7,088               | [ JR 10 ]           | [ 岩沼 1 ]          |
| 2009年（平成21年）  |                     |                     | 7,011               | [ JR 11 ]           | [ 岩沼 1 ]          |
| 2010年（平成22年）  |                     |                     | 6,743               | [ JR 12 ]           | [ 岩沼 1 ]          |
| 2011年（平成23年）  |                     |                     | 6,498               | [ JR 13 ]           | [ 岩沼 1 ]          |
| 2012年（平成24年）  | 1,722               | 5,211               | 6,933               | [ JR 14 ]           | [ 岩沼 2 ]          |
| 2013年（平成25年）  | 1,762               | 5,336               | 7,098               | [ JR 15 ]           | [ 岩沼 2 ]          |
| 2014年（平成26年）  | 1,767               | 5,210               | 6,978               | [ JR 16 ]           | [ 岩沼 2 ]          |
| 2015年（平成27年）  | 1,786               | 5,360               | 7,146               | [ JR 17 ]           | [ 岩沼 2 ]          |
| 2016年（平成28年）  | 1,790               | 5,333               | 7,123               | [ JR 18 ]           | [ 岩沼 2 ]          |
| 2017年（平成29年）  | 1,818               | 5,386               | 7,205               | [ JR 19 ]           | [ 岩沼 3 ]          |
| 2018年（平成30年）  | 1,803               | 5,290               | 7,093               | [ JR 20 ]           | [ 岩沼 3 ]          |
| 2019年（令和元年）  | 1,748               | 5,281               | 7,030               | [ JR 21 ]           | [ 岩沼 3 ]          |
| 2020年（令和02年）  | 1,072               | 4,467               | 5,540               | [ JR 22 ]           | [ 岩沼 3 ]          |
| 2021年（令和03年）  | 1,188               | 4,662               | 5,850               | [ JR 23 ]           | [ 岩沼 3 ]          |
| 2022年（令和04年）  | 1,427               | 4,771               | 6,199               | [ JR 24 ]           |                     |
| 2023年（令和05年）  | 1,610               | 4,909               | 6,519               | [ JR 1 ]            |                     |

### 貨物
「岩沼市統計書」によると、2021年度（令和3年度）の発送貨物は134,985トン、到着貨物は995トンである。
1992年度（平成4年度）以降の推移は以下のとおりである。
| 貨物輸送推移（単位：トン） | 貨物輸送推移（単位：トン） | 貨物輸送推移（単位：トン） | 貨物輸送推移（単位：トン） |
| 年度                       | 発送                       | 到着                       | 出典                       |
| -------------------------- | -------------------------- | -------------------------- | -------------------------- |
| 1992年（平成04年）         | 142,234                    | 68,916                     | [ 岩沼 1 ]                 |
| 1993年（平成05年）         | 141,177                    | 62,760                     | [ 岩沼 1 ]                 |
| 1994年（平成06年）         | 152,463                    | 70,678                     | [ 岩沼 1 ]                 |
| 1995年（平成07年）         | 167,201                    | 72,353                     | [ 岩沼 1 ]                 |
| 1996年（平成08年）         | 162,799                    | 60,388                     | [ 岩沼 1 ]                 |
| 1997年（平成09年）         | 166,009                    | 52,484                     | [ 岩沼 1 ]                 |
| 1998年（平成10年）         | 171,748                    | 45,105                     | [ 岩沼 1 ]                 |
| 1999年（平成11年）         | 172,033                    | 51,436                     | [ 岩沼 1 ]                 |
| 2000年（平成12年）         | 171,748                    | 45,105                     | [ 岩沼 1 ]                 |
| 2001年（平成13年）         | 179,458                    | 45,221                     | [ 岩沼 1 ]                 |
| 2002年（平成14年）         | 172,207                    | 43,570                     | [ 岩沼 1 ]                 |
| 2003年（平成15年）         | 189,489                    | 48,801                     | [ 岩沼 1 ]                 |
| 2004年（平成16年）         | 200,851                    | 53,826                     | [ 岩沼 1 ]                 |
| 2005年（平成17年）         | 196,950                    | 49,544                     | [ 岩沼 1 ]                 |
| 2006年（平成18年）         | 189,263                    | 32,517                     | [ 岩沼 1 ]                 |
| 2007年（平成19年）         | 184,377                    | 26,550                     | [ 岩沼 1 ]                 |
| 2008年（平成20年）         | 189,026                    | 20,997                     | [ 岩沼 1 ]                 |
| 2009年（平成21年）         | 218,922                    | 17,455                     | [ 岩沼 1 ]                 |
| 2010年（平成22年）         | 215,704                    | 12,775                     | [ 岩沼 1 ]                 |
| 2011年（平成23年）         | 181,242                    | 8,680                      | [ 岩沼 1 ]                 |
| 2012年（平成24年）         | 194,865                    | 11,214                     | [ 岩沼 2 ]                 |
| 2013年（平成25年）         | 203,995                    | 12,625                     | [ 岩沼 2 ]                 |
| 2014年（平成26年）         | 194,215                    | 14,122                     | [ 岩沼 2 ]                 |
| 2015年（平成27年）         | 205,279                    | 14,203                     | [ 岩沼 2 ]                 |
| 2016年（平成28年）         | 201,487                    | 13,537                     | [ 岩沼 2 ]                 |
| 2017年（平成29年）         | 190,924                    | 12,840                     | [ 岩沼 3 ]                 |
| 2018年（平成30年）         | 174,225                    | 2,045                      | [ 岩沼 3 ]                 |
| 2019年（令和元年）         | 159,765                    | 1,875                      | [ 岩沼 3 ]                 |
| 2020年（令和02年）         | 147,485                    | 1,790                      | [ 岩沼 3 ]                 |
| 2021年（令和03年）         | 134,985                    | 995                        | [ 岩沼 3 ]                 |

## 駅周辺
当地の仙台平野（名取平野）の西縁となっている高舘丘陵から小規模な舌状丘陵が東に延びているが、その東端にかつて「岩沼城」（鵜ケ崎城、岩沼要害）があった。同城は、寛文2年（1662年）から延宝9年（1681年）まで、岩沼藩（仙台藩の支藩）の藩主・田村氏の居城だった。その城址に設置されたのが当駅である。
- 竹駒神社
- 岩沼郵便局
- 仙台銀行岩沼支店
- 七十七銀行岩沼支店
- 仙南信用金庫岩沼支店
- 宮城県名取高等学校
- 鵜ヶ崎城址（岩沼城の北西端）[10]
- 岩沼市立岩沼小学校
- 岩沼市民図書館 本館
- 二木の松
- ヨークベニマル岩沼西店
- 食品館イトー岩沼店

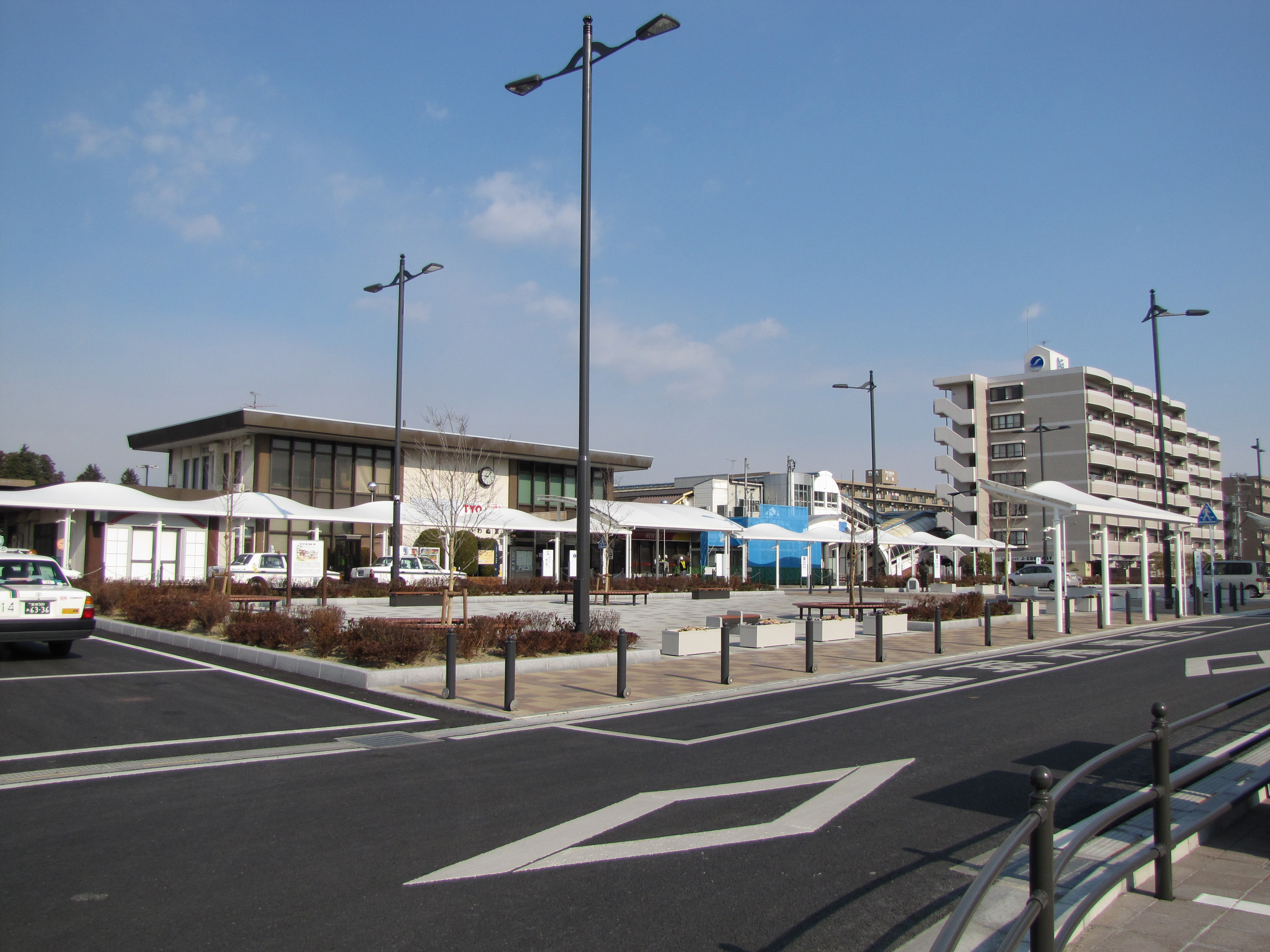
東口駅前広場（2016年9月）
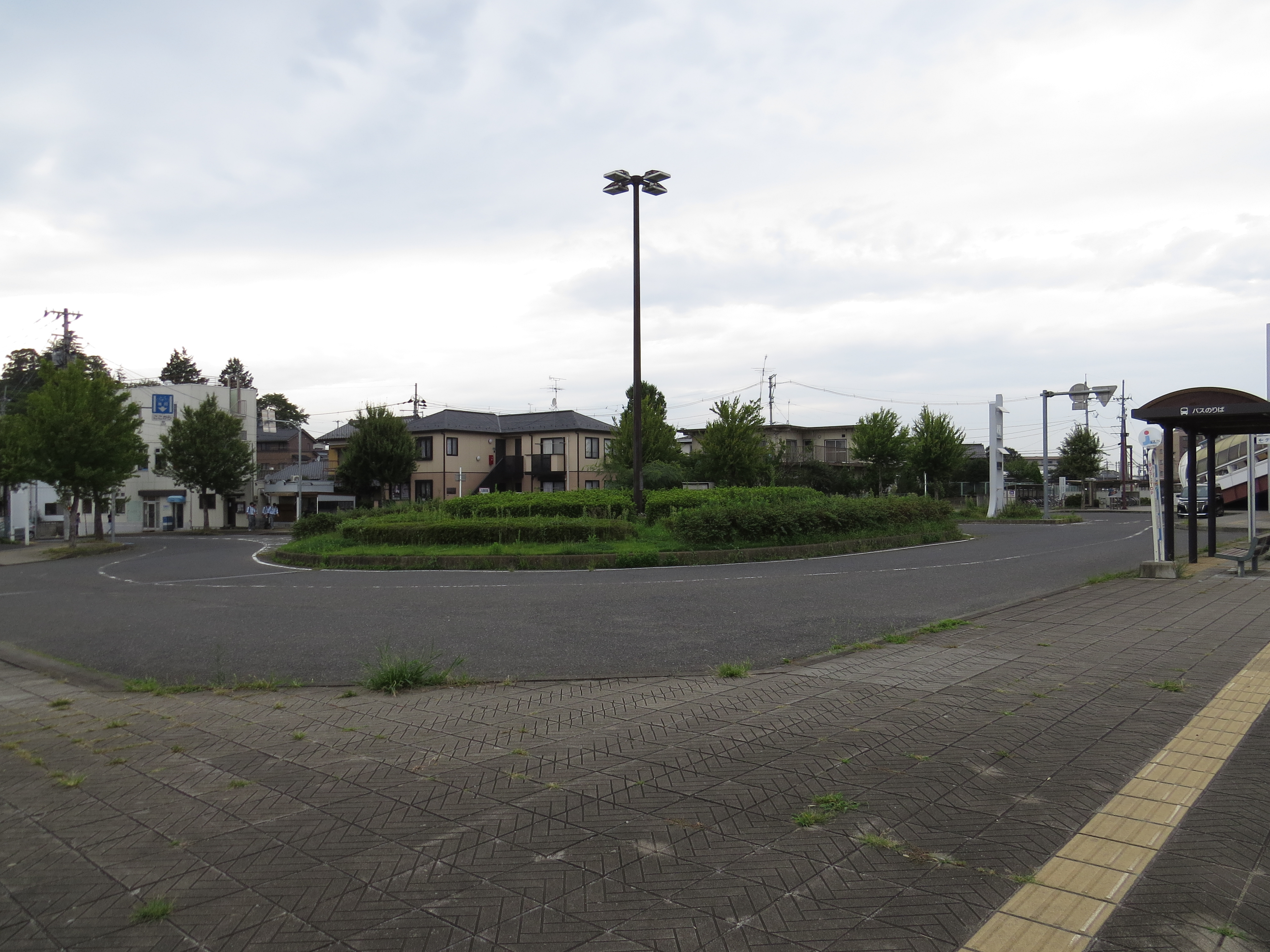
西口駅前広場（2016年9月）

## バス路線
- 岩沼市民バス「岩沼駅東口」停留所
  - 駅東・中央循環線
  - 東西循環線（大回りコース）
  - 東西線
  - 南長谷線
  - 空港線
  - 玉浦循環線
  - 震災復興路線（矢野目線、新浜線）

- 岩沼市民バス「駅西口」停留所
  - 東西循環線
  - 東西線
  - 大師線
  - 南長谷線

- 仙台バス「岩沼駅東口」停留所
  - 臨空循環バス

## 隣の駅
東日本旅客鉄道（JR東日本）
■東北本線
槻木駅 - 岩沼駅 - 館腰駅
■常磐線（当駅 - 仙台駅間東北本線）
- 特急「ひたち」一部停車駅

■普通
逢隈駅 - 岩沼駅 - 館腰駅

### 記事本文